# Sidd Finch
Sidd Finch war ein fiktiver Baseball-Spieler und Gegenstand des berüchtigten Aprilscherz-Artikels „The Curious Case of Sidd Finch“ von George Plimpton, zuerst publiziert am 1. April 1985 in Sports Illustrated. Plimpton zufolge wuchs Finch in einem englischen Waisenhaus auf, lernte in Tibet Yoga und konnte einen Fastball mit 168 Meilen pro Stunde (270 km/h) werfen.

## Der Scherz

Animation eines Fastballs

Anfang 1985 stellte Mark Mulvoy, der Chef vom Dienst der Sports Illustrated, fest, dass eine Ausgabe in diesem Jahr auf den 1. April fallen würde. Er beauftragte George Plimpton, dieses Datum mit einem Artikel über Aprilscherze im Sport zu würdigen. Als Plimpton nicht genügend Beispiele für einen Artikel fand, gab er ihm die Erlaubnis, einen eigenen Aprilscherzartikel zu verfassen.
Plimpton schrieb daraufhin einen Artikel über Hayden Siddhartha „Sidd“ Finch, einen Anfänger (Rookie), der bei den New York Mets in einem Trainingscamp in St. Petersburg, Florida, ein Probetraining als Baseball-Pitcher absolviert habe. Er trage nur einen Schuh, einen schweren Wanderschuh, wenn er als Pitcher antrete. Finch habe nie zuvor Baseball gespielt und schwanke noch zwischen einer sportlichen Karriere und einer Karriere als Hornist. Wirklich erstaunlich sei, dass Finch einen Fastball mit einer Geschwindigkeit von 270 km/h werfen könne, deutlich schneller als der bestehende Rekord von „nur“ 166 km/h, und zwar punktgenau und ohne sich vorher aufzuwärmen. Im Scouting Report der Mets habe Finch eine 9 für Geschwindigkeit und Kontrolle eines Fastballs erhalten. Die höchste Punktzahl auf dieser Skala ist 8.
Laut Plimpton wuchs Finch in einem englischen Waisenhaus auf und wurde von einem Archäologen adoptiert, der später bei einem Flugzeugabsturz in Nepal starb. Nach einem kurzen Besuch der Harvard University ging er nach Tibet, um dort „yogic mastery of mind-body“ von dem „großen Dichter und Heiligen“ Lama Milaraspa zu lernen, was die Quelle seiner Fähigkeiten als Pitcher sei. Finch habe beschlossen, eine Baseball-Karriere zu verfolgen, anstatt Hornist zu werden oder Golf zu spielen oder etwas anderes zu machen.
Die Story wurde mit Fotos von Finch vervollständigt, darunter eines mit Lenny Dykstra, einem jungen Spieler der Mets, und eines, auf dem Finch mit dem Pitching-Coach der Mets, Mel Stottlemyre, spricht. Die Mets spielten bei diesem Scherz mit und stellten sogar ein Trikot für Finch her.
Finch wurde dabei von Joe Berton, einem Kunstlehrer der Junior High School von Oak Park, Illinois, dargestellt. Der Fotograf der Sports Illustrated, Lane Stewart, rekrutierte seinen Freund Berton für diese Rolle. Berton, der 1,93 m groß ist und Schuhgröße 47 hat, wandte bei den Fotos sein Gesicht zumeist von der Kamera ab.
Der Schriftsteller Jonathan Dee, der damals als Plimptons Assistent tätig war, berichtete, dass Plimpton zum Zeitpunkt der Erstellung des Artikels „mit den Nerven fertig war“:

“Nothing, he knew, falls quite so flat as a bad joke. Such was his anxiety that, for the one and only time in my five years in his employ, he asked me to come in to work on a Saturday. I typed up his final emendations and hand-delivered the manuscript to the Time-Life building. (Later that day, when the manuscript briefly went missing, George entertained the possibility that I had gone rogue and stolen it.) I still remember my naïve astonishment at the sight of a world-famous, successful writer actually agonizing over whether something he’d written was good enough, funny enough, believable enough, or whether the whole thing would wind up making him seem like a national jackass.”

„Er wusste, dass nichts so sehr in die Hose geht wie ein schlechter Witz. Seine Angst war so groß, dass er mich dieses eine und einzige Mal in den fünf Jahren, in denen ich für ihn gearbeitet habe, darum bat, samstags zur Arbeit zu kommen. Ich tippte seine letzten Korrekturen und lieferte das Manuskript persönlich im Time-Life-Gebäude ab. (Später am Tag, als das Manuskript kurz vermisst wurde, spielte George mit dem Gedanken, dass ich Verrat begangen und das Manuskript gestohlen hätte.) Ich erinnere mich noch an mein naives Erstaunen beim Anblick eines weltberühmten, erfolgreichen Autors, der sich tatsächlich darüber zerquälte, ob etwas, das er geschrieben hatte, gut genug, komisch genug, glaubwürdig genug war oder ob die ganze Geschichte ihn am Ende als nationalen Trottel dastehen lassen würde.“

Dee sprach über seine Rolle bei dem Aprilscherz mit Finch auch in einem Outtake aus dem Dokumentarfilm Plimpton! Starring George Plimpton as Himself.

## Reaktionen
Die Story wurde Ende März 1985 veröffentlicht. Fans der Mets waren außer sich vor Freude über das Glück, solch einen Spieler gefunden zu haben, und überschwemmten die Redaktion der Sports Illustrated mit Anfragen nach weiteren Informationen. Der Sportredakteur einer New Yorker Zeitung beschwerte sich bei Jay Horwitz, dem PR-Direktor der Mets, dass er der Sports Illustrated diesen Knüller überlassen habe. Zwei Sportdirektoren anderer Baseball-Mannschaften riefen den Commissioner of Baseball der Major League Baseball, Peter Ueberroth, an und stellten die Frage, wie ihre Batter Finchs Würfe sicher überstehen könnten. Derweil schickte die St. Petersburg Times einen Reporter los, um Finch ausfindig zu machen, und ein Talkmaster behauptete im Radio, er habe Finch werfen sehen.
Die Mets gaben Finch einen Kabinenspind zwischen George Foster und Darryl Strawberry. Die drei wichtigsten landesweiten Fernsehsender CBS, NBC und ABC sowie die Lokalzeitungen von St. Petersburg schickten Reporter zu einer Pressekonferenz mit Finch ins Al Lang Stadium, wo die Mets zu dieser Jahreszeit trainierten. Auf dieser Pressekonferenz, die am 2. April stattfand, kündigte Berton in seiner Rolle als Finch seinen Rücktritt als Pitcher an.
Der Untertitel des Artikels lautete:

“He’s a pitcher, part yogi and part recluse. Impressively liberated from our opulent life-style, Sidd’s deciding about yoga — and his future in baseball.”

„Er ist ein Pitcher, teils Yogi, teils Einsiedler. Beeindruckend frei von unserem opulenten Lebensstil, entscheidet Sidd sich zwischen Yoga – und seiner Zukunft im Baseball.“

Die Anfangsbuchstaben der Wörter ergeben: „Happy April Fools Day – a(h) fib“ (etwa: April, April – eine Flunkerei.)
Trotz dieses Hinweises und der offensichtlichen Absurdität des Artikels glaubten viele Menschen, dass Finch tatsächlich existiere. In einem viel kleineren Artikel in der folgenden Ausgabe vom 8. April meldete die Zeitschrift Finchs Rücktritt. In der Ausgabe vom 15. April stand dann, dass es sich um einen Aprilscherz handelte.

## Nachwirkungen
Plimpton baute seinen Artikel zu einem Roman aus, der 1987 erschien. Er beschreibt Finchs „kurze Rückkehr zum  Baseball“: Erzählungen über Sadaharu Oh und Steve Dalkowski sowie seine Freundin bringen Finch dazu, weiter Baseball zu spielen, bis er schließlich für die Mets in der Major League Baseball antritt.